# Martin Winter
Martin Winter, född den 5 november 1955 i Zerbst i Tyskland, död 21 februari 1988 i Magdeburg i Tyskland, var en östtysk roddare.
Han tog OS-guld i scullerfyra i samband med de olympiska roddtävlingarna 1980 i Moskva.